# Милан Рашић (сликар)
Милан Рашић (Доње Штипље, 1931 - Београд, 2018 ) био је српски сликар, светски класик наивне уметности.
Самостално је излагао у Ћуприји, Јагодини, Крагујевцу, Београду, Берлину, Буенос Ајресу, Минхену, Диселдорфу, Цириху, Хамбургу, Женеви, Дубровнику . Поред Милосава Јовановића и Душана Јевтовића спада у сликаре који су се појавили шездесетих година и који су својом даровитошћу обележили српску наивну уметност

## Биографија
Милан Рашић је рођен 1931. године у Доњем Штипљу код Јагодине, као осмо дете у патријархалној сеоској породици. Наметнути захтеви средине и тешки животни услови врло брзо су се показали као тесни и спутавајући за темпераментну, радозналу природу малог Рашића. Период раног детињства који је провео лутајући пољима, упијајући лепоту природе и завичаја у свим његовим раскошним облицима, суштински ће се урезати у духовну матрицу будућег уметника и као стваралачки покретач богатством садржаја обележити читав његов ликовни опус.
Основну школу коју похађа у оближњем Врановцу, Рашић завршава 1943. године. Изразиту даровитост испољава на часовима ликовног и музичког васпитања. Посебно га привлачи цртање и израда фигура од глине. Учитељ веронауке и парохијски свештеник, Светозар Суботић, који се и сам у слободно време бавио сликањем, препознао је ове Рашићеве способности, и први наслутио потенцијале његове ликовне надарености. Схватајући да је необуздани темперамент и бунтовност талентованог дечака само немирење са тешким животним приликама, доводи га у свој дом, школује и брине о њему као свом детету. Заузврат Рашић му помаже у кући и при богослужењу у цркви. Љубав према сликарству, према свему лепом и духовном, трајно ће обележити његов животни пут, напајајући га изнова новом снагом инспирације и стваралачког самопоуздања. 
Тешке материјалне породичне прилике лишиће Рашића даљег школовања и заувек ће пробудити његов немирни авантуристички темперамент. Путоваће на север бавећи се различитим пословима, радиће као надничар, зидар, молер, доживеће равницу, провести бурне дане у престоници и свету, достићи интернационалну уметничку славу, али ће се увек изнова враћати у завичај.
Сликарски почеци Милана Рашића јављају се као настојање да пронађе начин да савлада судбину и превазиђе животни контекст који му је наметнут. Временом прерастајући у опсесију, инстинктивну потребу и саживљеност, ови ликовни импулси водиће га ка потпуној уметничкој посвећености. На путу трагања за ликовним идентитетом на Рашића ће више од савременог уметничког окружења утицати послови које је радио током година луталачког живота. Први сликарски покушаји младог Рашића везани су за 1950. годину и период који проводи на радним акцијама на аутопуту Загреб-Београд. У оквиру  ликовне секције добија задатак да осликаним паноима украси раднички круг. Први пут се срећући са ликовним изазовом велике беле површине, Рашић је прекрива једном бојом преко које слика стилизоване фигуре, попуњавајући слободна места једноставним декоративним облицима.
Након одслужења војног рока, 1954. године, Рашић се жени и у потрази за бољим животним условима са супругом одлази у Срем, где се бави махом молерским занатом. Неретко су молери по жељи наручилаца осликавали делове фасада и ентеријера. Тако и он почиње да слика пејзаже и мртве природе по собама, ходницима и прочељима  сремачких кућа, трудећи се да у реалистичком духу што верније пренесе виђено. Ова искуства, иако далека од Рашићевог зрелог сликарског идентитета, имаће посредног утицаја на његово касније стваралаштво. Савладавање великих површина зидова ослободиће његову уметничку визију, а изазов компоновања широко постављених композиција биће скривена клица његовог каснијег сувереног владања површином слике. У том светлу није занемарљив ни рад на поправци дотрајалих фресака у цркви у Новом Карловцу недалеко од Инђије, 1956. године, који је могао простор Рашићеве сензибилне ликовне уобразиље отворити  ка  богатој ризници традиционалне византијске баштине.

## Стил
Свет завичаја, опојна раскошна лепота природе и богатство облика идиличних призора сеоске свакодневице, преобликовани и обојени сликаревом перцепцијом и креативном визуром, остаће његов непресушан извор инспирације. Пасторалне сцене препознатљивом архитектуром и сижеима Рашић лоцира у поднебље свог краја. Преносећи своју визију села он представља стилизовану, идеализовану слику традиције, колективног живота и бујне вегетације црновршког краја. Карактеристичне жанр сцене, сажете у мање скупине фигура, групише око централног мотива, најчешће представе храма, куће или неког значајног догађаја. У вертикалним токовима композиције нижу се типични призори сеоске свакодневице: одлазак на рад, повратак са поља, игранке, прела, славе, и крштења, покладе и литије, свадбе и сахране. Ипак, нису то пуки завичајни дневници. Ликовним уобличавањем уметник их претвара у узвишене и универзалне светковине животне радости.
Иако Рашићев уметнички свет представља свет блиског и свакодневног, та реалност садржинског нивоа је снажно индивидуализована упечатљивим синтетизованим ликовним изразом, који доноси инстинктивно дистанцирање уметника од фолклорног и ослобађање од сувишне нарације. За разлику од већине наивних уметника завичајних пејзажиста и хроничара, Рашићев репертоар сцена свакодневице и обичаја, не носи документарну ноту, већ даје сензитиван, непосредан и идеализован доживљај поднебља.
Препознатљив уметнички говор на Рашићевим делима дефинише снажна пиктуралност особене чулне колористичке гаме и поједностављеност реалних призора, инвентивно оживљених структуром мултиплицираних орнамената. Тематски сведен, стилизован и синтетизован пејзаж, у основи се јавља као главна инспирација уметника. Облике богате флоре црновршког краја уметник радикално сажима на знак, на потез, које умножава прекривајући читаву површину слике. Фолклорно-завичајна потка у Рашићевим делима, као оквир у коме сликар може да изрази бујицу својих раскошних ликовних визија, постаје полазиште за поетски начин парафразирања света у коме елементи природе органски проничу у уметничко ткање слике.